# Kostel svatého Martina (Martin)
Kostel svatého Martina je římskokatolický farní kostel v historickém centru Martina. Kostel je zasvěcen svatému Martinovi.
Kostel je postaven v raně gotickém stylu. Svatyně je čtvercová, zaklenuta křížovou klenbou. Vítězný oblouk je lomený s jednoduchým profilem. Portál do sakristie je jednoduchý, hlavní vchodový portál má lomený oblouk.

## Historie
Kostel pochází asi z 13. století, někteří autoři stavbu dnešního kostela kladou do sedmdesátých let 13. století. Byl postaven na již existujícím pohřebišti a předpokládá se, že na jeho místě stál starší kostel, nebo kaple. V 16. století během reformace, kostel užívala Evangelická církev. Po tom, co patroni kostela – rodina Révayů – rekatolizovala, kostel přešel do rukou katolické církve. V průběhu stavovských povstání se konfesní příslušnost kostela vícekrát změnila. Začátkem 18. století, po potlačení povstání Františka II. Rákoczyho, se dostal definitivně do rukou katolické církve.

## Interiér kostela
Ve svatyni kostela se zachovaly středověké fresky z první poloviny 14. století. Po převzetí kostela evangelíky, byly zatřeny. Malby byly objeveny po požáru v roce 1871. Byly restaurovány, ve velké míře i přemalováním, v roce 1908. Zásahy nepříliš úspěšné opravy odstranil P. Mendel při restaurování v letech 1951–1952. V roce 1991 byly zařazeny do souboru středověkých nástěnných maleb, které byly prohlášeny za národní kulturní památku.
Na severní stěně presbytáře se nachází výjev Panny Marie vedoucí Krista jako dítě, malby apoštolů sv. Petra a sv. Pavla s atributy a další dvě postavy světců. Na jižní stěně se nachází malba tří apoštolů bez atributů se dvěma manželskými páry donátorů. Dále jsou viditelné dvě postavy apoštolů, které jsou ale velmi poškozeny. Předpokládá se, že malby netvořily souvislé cykly, ale že se jednalo o několik samostatných obrazů.
Kostel sloužil jako místo posledního odpočinku příslušníků několika místních šlechtických rodů (Dávidů, Korbélyů, Kossuthů, Zátureckých). Nejvýznamnější zachovalé sakrální památky připomínají rod dědičných turčanských županů – větev rodu Révay ze Sklabině a Blatnice. Na jižní stěně sanktuária je zachován renesanční epitaf z červeného mramoru z druhé půlky 16. století. Na náhrobní desce je zobrazen František Révay (*1489 – 1. listopadu 1553, Bratislava) v životní velikosti, s rukama sepjatýma k modlitbě. Postava je oblečena v civilním oblečení, což řadí tuto památku mezi výjimečné v rámci celého území bývalého Uherska, protože na podobných náhrobcích bývají zobrazeny osoby buď v brnění, nebo v církevním ornátu.
Na chóru v boční lodi se nachází smrtný štít dědičného hlavního župana Turčianské župy Pavla I. Révaye (1598 – 1635). Na okrouhlé tabuli je ve středovém modrém poli rodový erb, na obvodu jsou válečné trofeje a alegorie ctností v podobě ženských postav.

Uvnitř kostela se nachází 14 reliéfů křížové cesty a socha Piety od Fraňa Štefunka. K novějším uměleckým dílům patří i oltářní obraz Panny Marie ustavičné pomoci od Martina Benka.

## Galerie

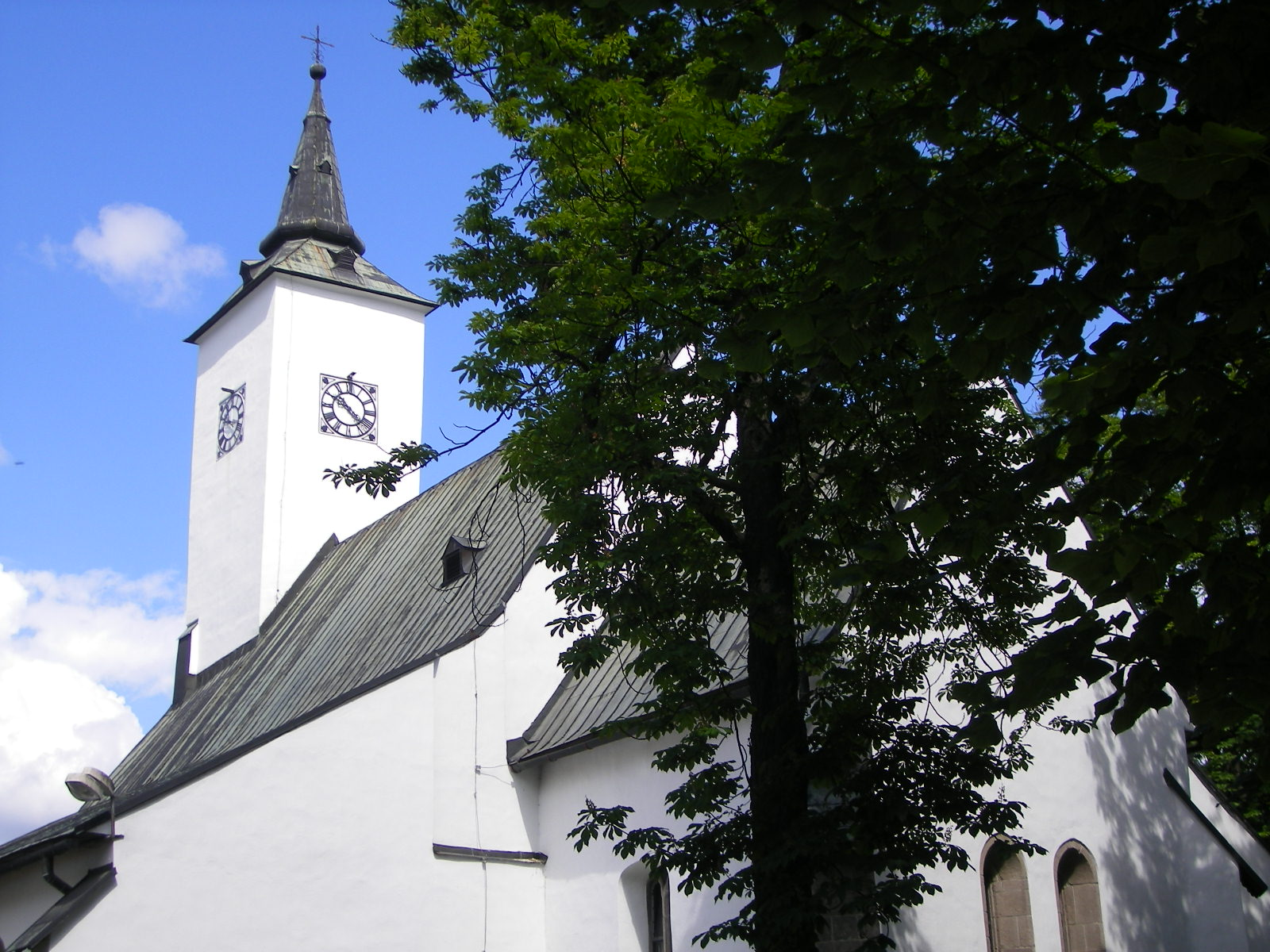
Pohled na kostel
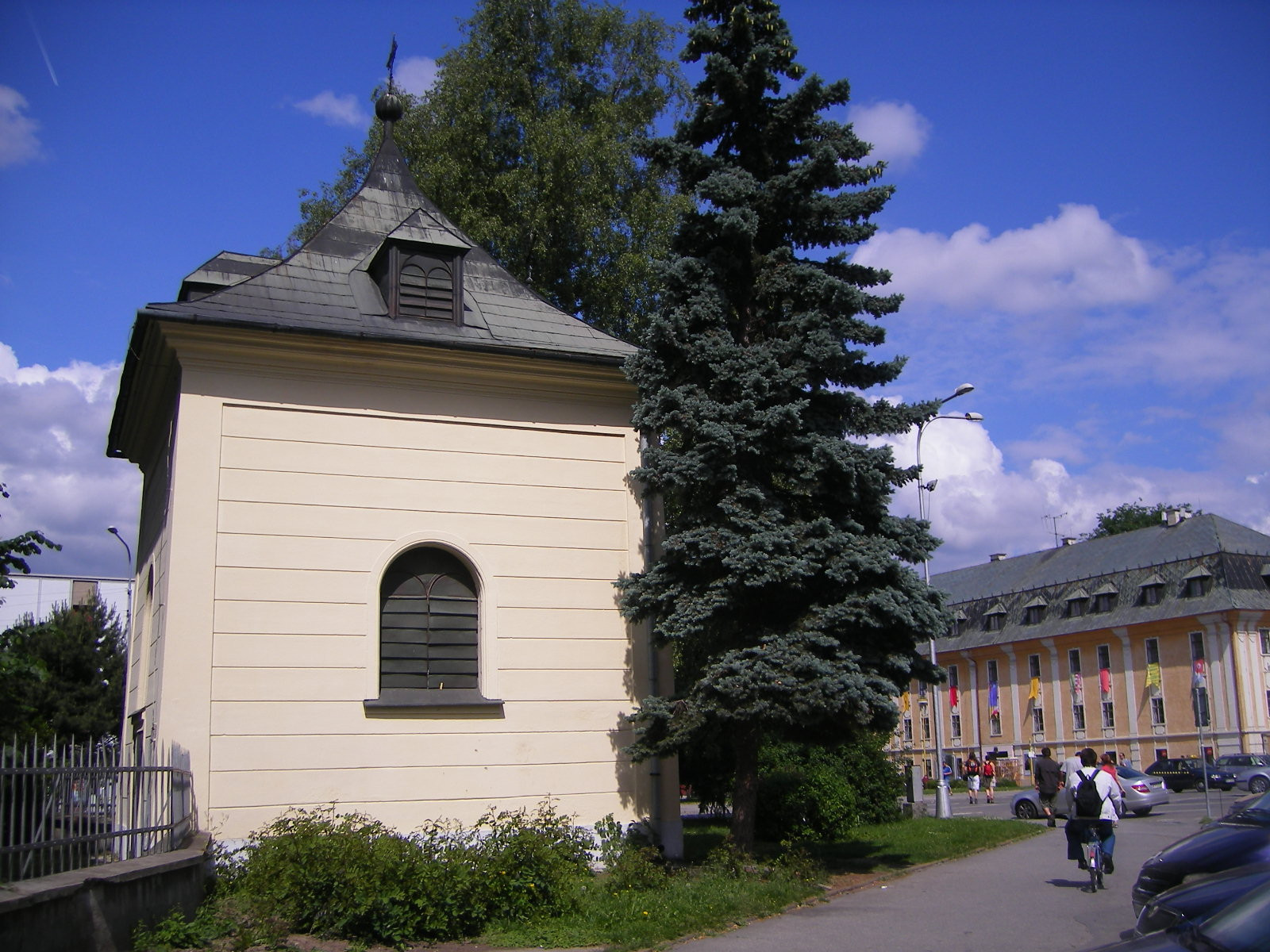
Zvonice
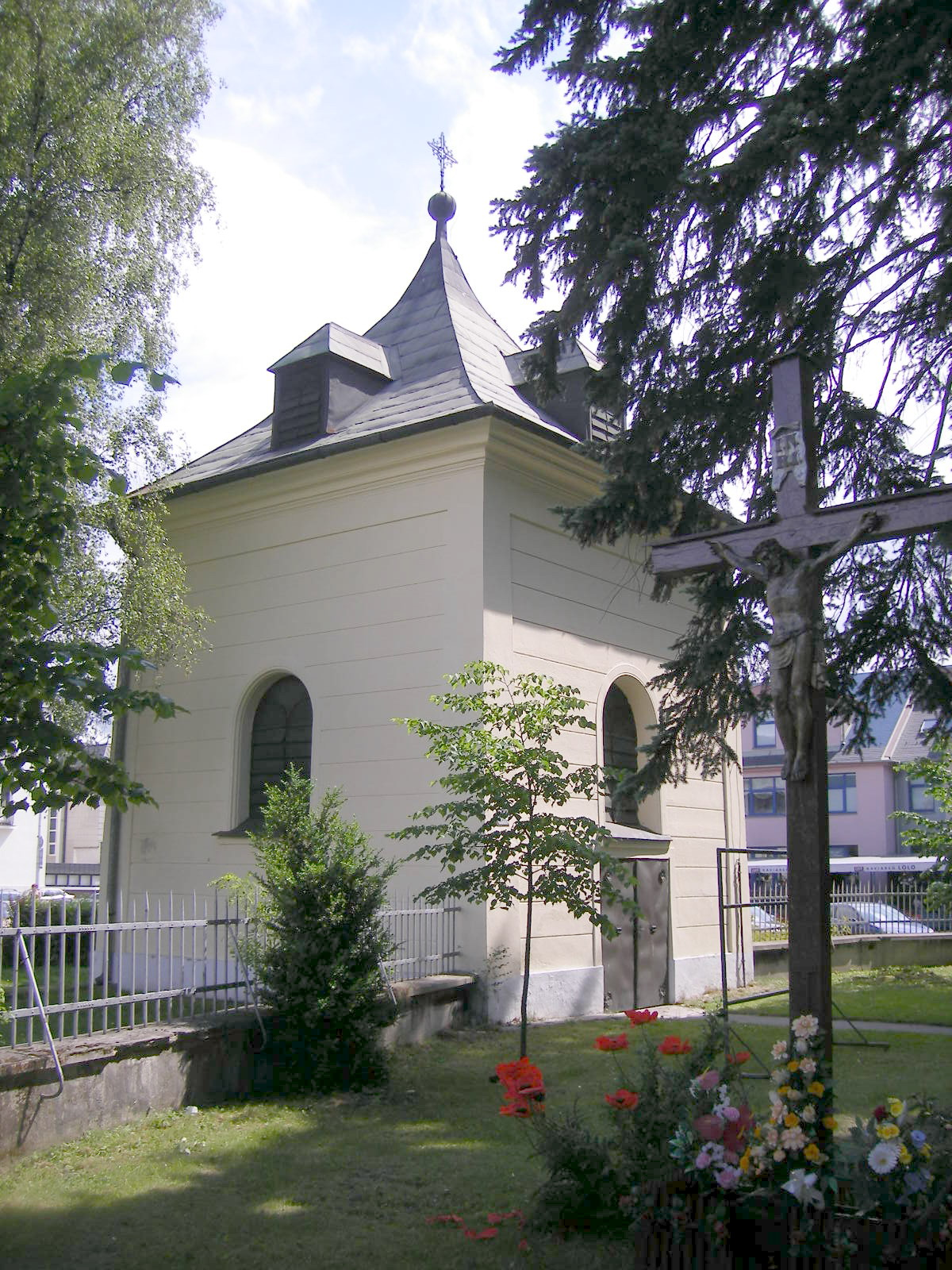
Zvonice
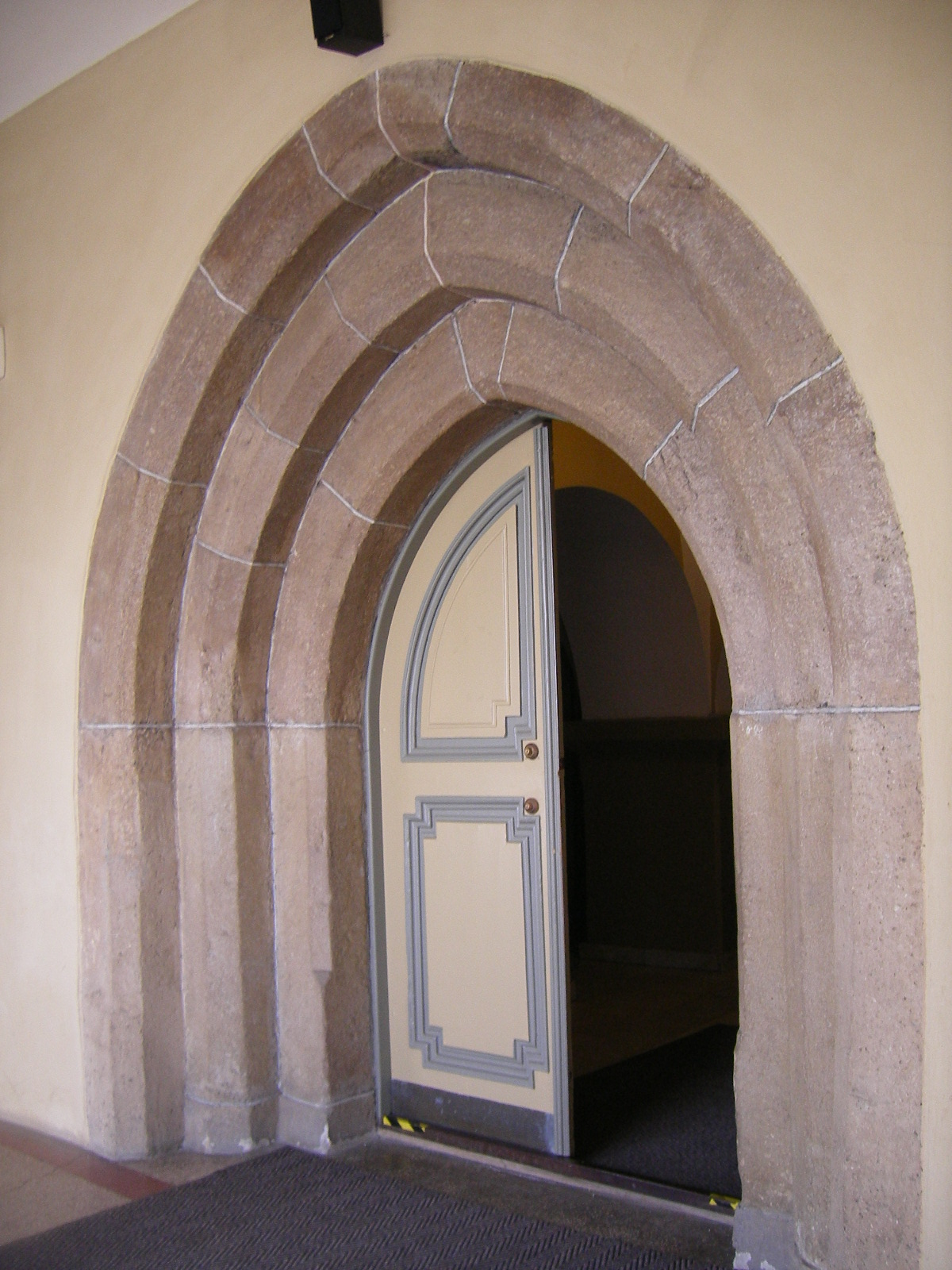
Portál
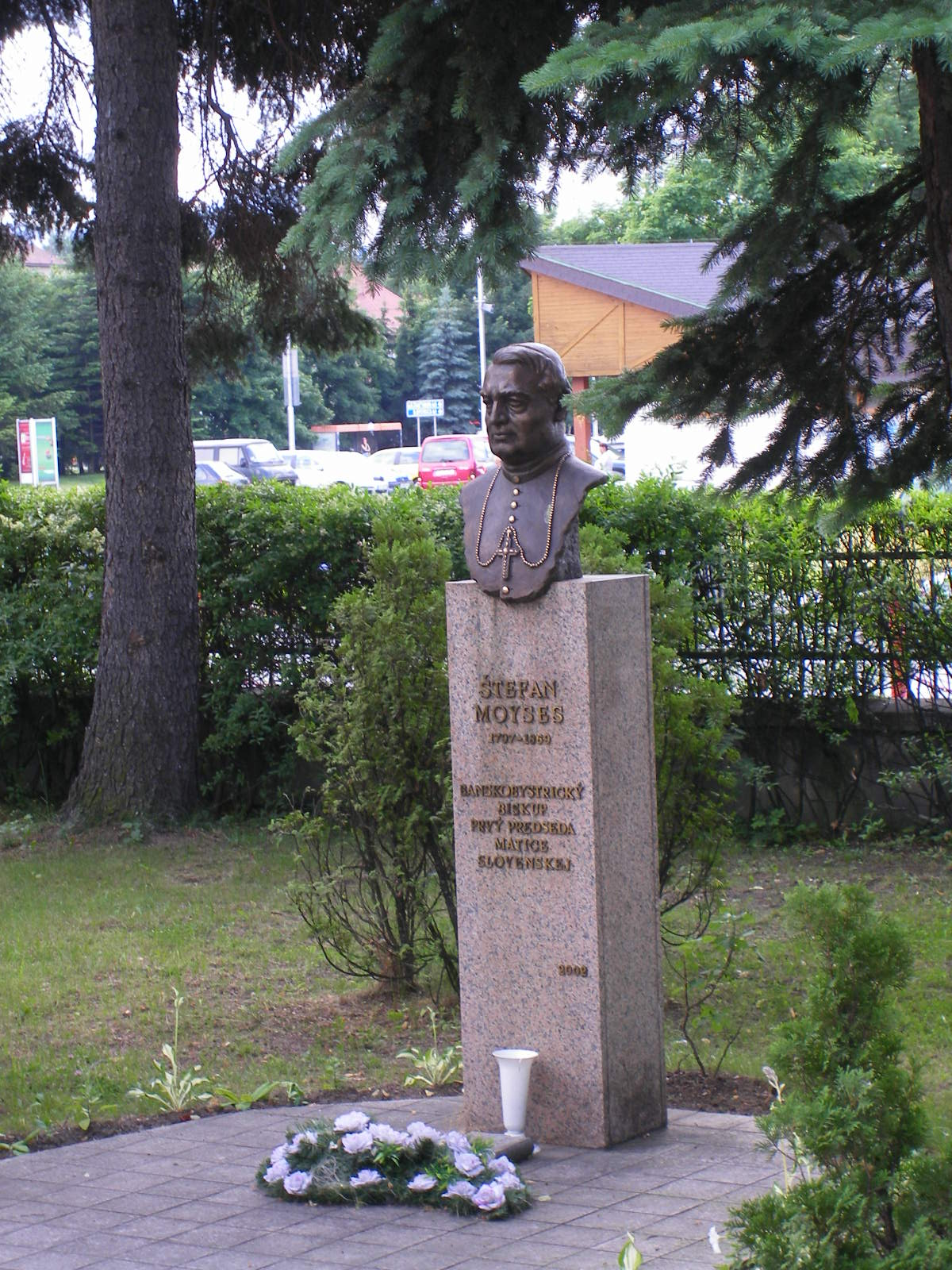
Památník Štefana Moyzesa u kostela